# Duarte Nunes de Leão
Duarte Nunes de Leão (né à Évora, vers 1530 — décédé à Lisbonne en 1608) est un juriste, un grammairien et un historien portugais de la Renaissance.

## Œuvres
- 1569 - Leis extrauagantes
- 1569 - Annotacões sobre as Ordenacões dos cinquo liuros que pelas leis extrauagantes são reuogadas ou interpretadas
- 1576 - Orthographia da lingoa portuguesa
- 1606 - Origem da lingoa portvgvesa
- 1610 - Descrição do Reino de Portugal